# 岡田一幸
岡田 一幸（おかだ かずゆき、1913年8月6日 - 1982年1月24日）は、日本の経営者。北海道出身。

## 経歴
1936年に早稲田大学政治経済学部政治学科を卒業し、同年に日本石油に入社。1964年5月に取締役に就任し、1968年5月に常務を経て、1976年6月に副社長に就任し、1978年6月に社長に昇格した。1980年から相談役を務めた。
1982年1月24日肝不全のために死去。68歳没。